# عبيد ابن غثيث العنزي
ولد عبيد ابن غثيث في بادية الشمال لأسرة بدوية هاجرت نجد عند سقوط الدولة السعودية الثانية مع عدة من عوائل نجد المواليه لـ عبد الرحمن بن فيصل بن تركي آل سعود.
استمروا بالترحال و حماية قوافل التجارة النجدية بين العراق و الشام و نجد ثم عادوا الى نجد بعد عودة الحكم لـ ابن سعود.

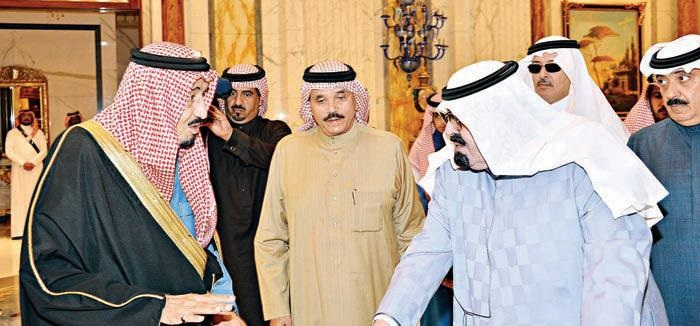
صورة الفريق عبيد يتوسط الملك سلمان و الملك عبدالله

عند تأسيس الحرس الوطني السعودي طلب تشكيل فرقة من أبناء البادية النجدية ليتم تجهيزهم لتأسيس قطاع الحرس الوطني السعودي و كان عبيد ابن غثيث ضمن الدفعات الأولى بعمر 16 سنة.

## بعثة أبناء الحمايل 1967
تم ابتعاث الفريق عبيد و مجموعة من أبناء البادية مكونة من 20 شخص للحصول على دورة متقدمة من الولايات المتحدة الأمريكية عام 1967 م

## الفرقة الخاصة
أسس الفريق عبيد ابن غثيث الفرقة الخاصة كانت مسؤولة عن حماية رئيس الحرس الوطني السعودي و عندما اصبح رئيس الحرس ولي للعهد تم رفع جاهزية الفرقة الخاصة الى كتيبة ثم لواء خاص و بعد ان اصبح ولي العهد ملك تم دمج اللواء الخاص مع الحرس الملكي السعودي تحت مسمى كتيبة الحماية والتعزيز من مهامها حماية الملك و ولي العهد و القصور الملكية و ضيوف الدولة.

## الخدمة العسكرية
يعد الفريق عبيد ابن غثيث من أطول الخدمات العسكرية في العالم تقارب 55 سنة.
خلالها طور القوة الخاصة بالحماية بأفضل التجهيزات و المعدات و الطاقم العسكري.
كان معروف عن الفريق ابن غثيث انه ليس فقط قائد كان اب و اخ لجميع زملائه.
عانى ابن غثيث من قصور القلب من ما جعلة يطلب الاستقالة من الملك 9 مرات في شهر واحد و كانت تقابل بالرفض من قبل الملك عبدالله بقول"نتقاعد جميع".
بعد تبين ان استمرار ابن غثيث في العمل يؤثر على صحته سلباً تم إعفائه 2013 من منصبة.
1. ↑  "وفاة "ابن غثيث" الحارس الشخصي السابق للملك عبدالله". مؤرشف من الأصل في 2023-05-24. اطلع عليه بتاريخ 2023-05-24.
2. ↑  https://www.alriyadh.com/220389 نسخة محفوظة 2023-05-24 على موقع واي باك مشين.
3. ↑  "الفريق عبيد بن غثيث لـ(الجزيرة):". مؤرشف من الأصل في 2023-05-24. اطلع عليه بتاريخ 2023-05-24.
4. ↑  https://ar.wikipedia.org/wiki/%D8%A7%D9%84%D8%AD%D8%B1%D8%B3_%D8%A7%D9%84%D9%85%D9%84%D9%83%D9%8A_%D8%A7%D9%84%D8%B3%D8%B9%D9%88%D8%AF%D9%8A